# وارتا، لهستان
وارتا (به لاتین: Warta) یک شهرک در لهستان است که در شهرستان شراتس واقع شده‌است.

## خصوصیات
وارتا ۱۰٫۸۴ کیلومترمربع مساحت و ۳٬۳۸۸ نفر جمعیت دارد.

## خواهرخوانده
شهر لنگریش، وستفالن خواهرخواندهٔ وارتا، لهستان هست.

## نگارخانه

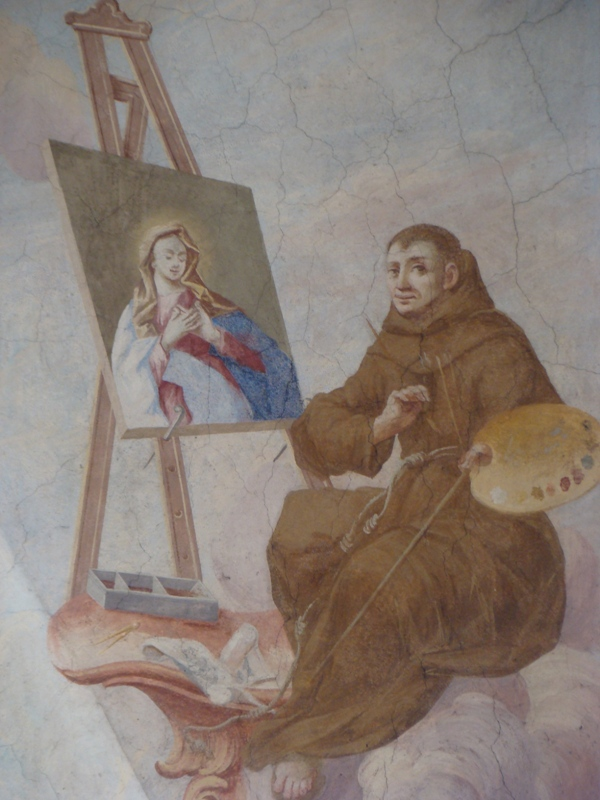
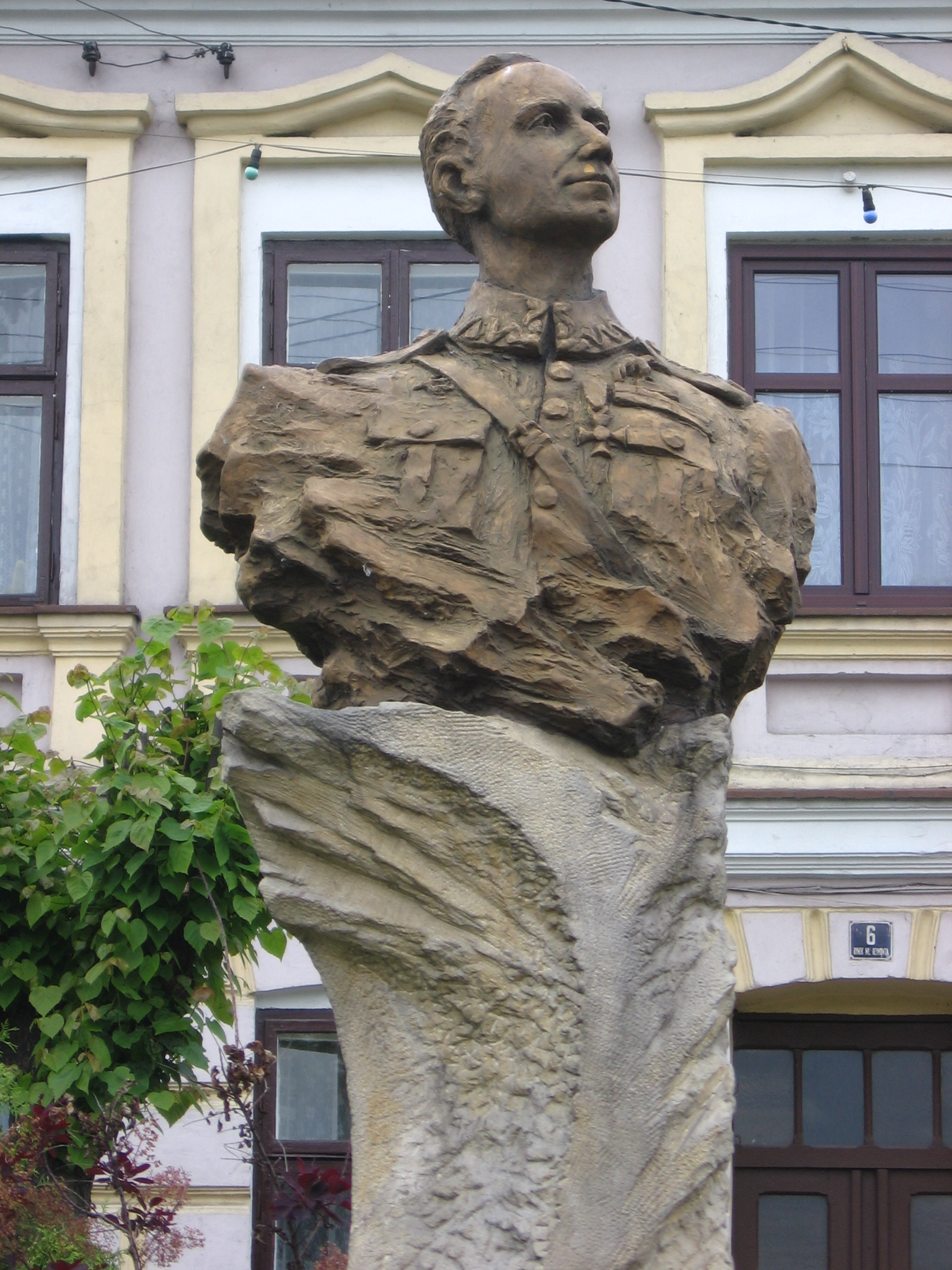
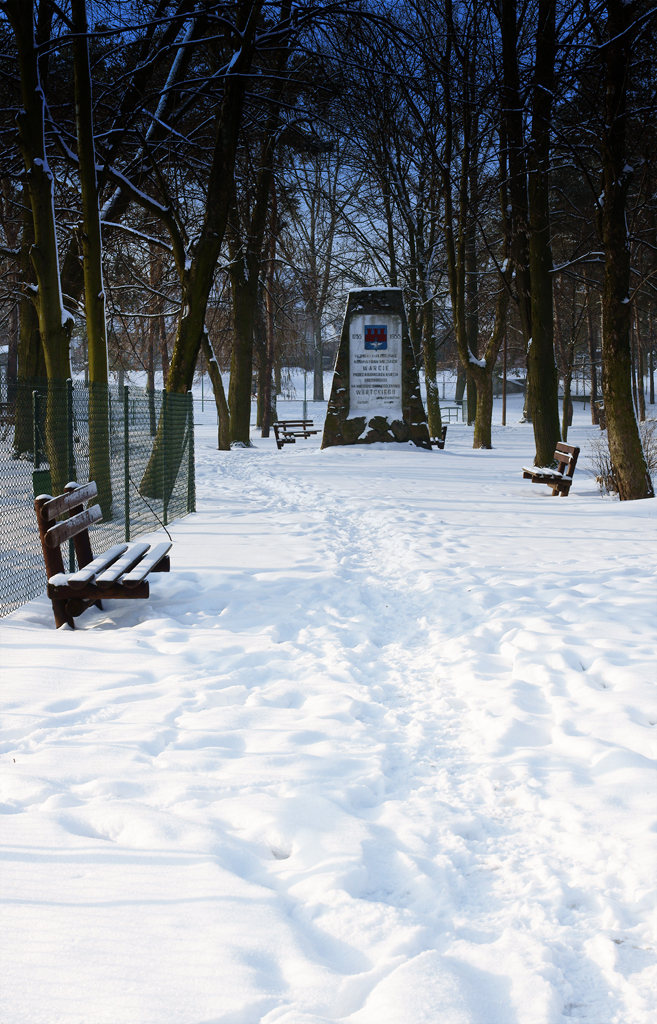
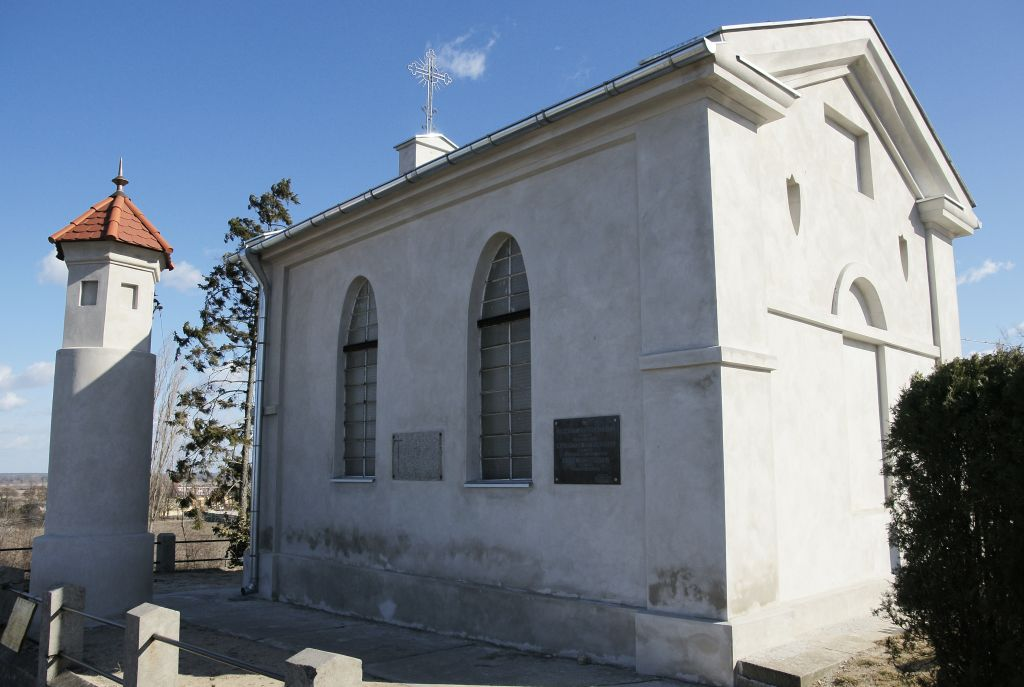